# Ed Chadwick
Ed Chadwick (Ontario, Canadá; 8 de mayo de 1933 – 23 de abril de 2024) fue un jugador de hockey sobre hielo canadiense que jugó dieciséis temporadas con dos equipos en la NHL en la posición de guardameta.

## Carrera
| 1950–51   | St. Michael's Majors        | OHA       | 40  | —  | —  | —  | 2350  | 148 | 2  | 3.78 | —    | —  | —  | — | —    | —  | — | —    | — |
| 1951–52   | St. Michael's Majors        | OHA       | 49  | 28 | 17 | 3  | 2900  | 168 | 0  | 3.48 | —    | 8  | 5  | 3 | 490  | 31 | 1 | 3.80 | — |
| 1952–53   | St. Michael's Majors        | OHA       | 46  | —  | —  | —  | 2760  | 151 | 3  | 3.28 | —    | 16 | 8  | 8 | 960  | 59 | 0 | 3.69 | — |
| 1952–53   | Pittsburgh Hornets          | AHL       | 1   | 1  | 0  | 0  | 60    | 1   | 0  | 1.00 | —    | —  | —  | — | —    | —  | — | —    | — |
| 1953–54   | Stratford Indians           | OHA Sr    | 4   | —  | —  | —  | 210   | 17  | 0  | 4.86 | —    | —  | —  | — | —    | —  | — | —    | — |
| 1953–54   | Pittsburgh Hornets          | AHL       | 2   | 1  | 1  | 0  | 120   | 9   | 0  | 4.50 | —    | —  | —  | — | —    | —  | — | —    | — |
| 1954–55   | Sault Ste. Marie Greyhounds | NOHA      | 38  | —  | —  | —  | 2240  | 96  | 3  | 2.57 | —    | 14 | —  | — | 840  | 34 | 2 | 2.43 | — |
| 1954–55   | Buffalo Bisons              | AHL       | 2   | 1  | 1  | 0  | 120   | 10  | 0  | 5.00 | —    | —  | —  | — | —    | —  | — | —    | — |
| 1955–56   | Winnipeg Warriors           | WHL       | 68  | 39 | 27 | 2  | —     | —   | 2  | 2.96 | —    | 20 | 16 | 4 | 1232 | 52 | 1 | 2.53 | — |
| 1955–56   | Toronto Maple Leafs         | NHL       | 5   | 2  | 0  | 3  | 300   | 3   | 2  | 0.60 | .976 | —  | —  | — | —    | —  | — | —    | — |
| 1956–57   | Toronto Maple Leafs         | NHL       | 70  | 21 | 34 | 15 | 4196  | 186 | 5  | 2.66 | .905 | —  | —  | — | —    | —  | — | —    | — |
| 1957–58   | Toronto Maple Leafs         | NHL       | 70  | 21 | 38 | 11 | 4197  | 223 | 4  | 3.19 | .894 | —  | —  | — | —    | —  | — | —    | — |
| 1958–59   | Toronto Maple Leafs         | NHL       | 31  | 12 | 15 | 4  | 1860  | 92  | 3  | 2.97 | .905 | —  | —  | — | —    | —  | — | —    | — |
| 1959–60   | Toronto Maple Leafs         | NHL       | 4   | 1  | 2  | 1  | 240   | 15  | 0  | 3.75 | .889 | —  | —  | — | —    | —  | — | —    | — |
| 1959–60   | Rochester Americans         | AHL       | 67  | 39 | 24 | 4  | 4020  | 184 | 4  | 2.75 | —    | 12 | 5  | 7 | 720  | 35 | 0 | 2.92 | — |
| 1960–61   | Rochester Americans         | AHL       | 71  | 32 | 35 | 4  | 4300  | 236 | 2  | 3.29 | —    | —  | —  | — | —    | —  | — | —    | — |
| 1961–62   | Boston Bruins               | NHL       | 4   | 0  | 3  | 1  | 240   | 22  | 0  | 5.50 | .852 | —  | —  | — | —    | —  | — | —    | — |
| 1961–62   | Kingston Frontenacs         | EPHL      | 67  | 36 | 23 | 8  | 4020  | 214 | 2  | 3.19 | —    | 11 | 6  | 5 | 671  | 36 | 1 | 3.22 | — |
| 1962–63   | Hershey Bears               | AHL       | 68  | 34 | 26 | 7  | 4080  | 219 | 6  | 3.22 | —    | 15 | 8  | 7 | 922  | 42 | 1 | 2.73 | — |
| 1963–64   | Hershey Bears               | AHL       | 57  | 31 | 22 | 3  | 3340  | 189 | 2  | 3.40 | —    | 6  | 3  | 3 | 360  | 29 | 0 | 4.84 | — |
| 1964–65   | Buffalo Bisons              | AHL       | 61  | 33 | 21 | 6  | 3696  | 186 | 5  | 3.02 | —    | 9  | 5  | 4 | 542  | 18 | 2 | 1.99 | — |
| 1965–66   | Buffalo Bisons              | AHL       | 34  | 14 | 18 | 1  | 1983  | 102 | 3  | 3.09 | —    | —  | —  | — | —    | —  | — | —    | — |
| 1966–67   | Buffalo Bisons              | AHL       | 36  | 5  | 23 | 2  | 1829  | 158 | 0  | 5.18 | —    | —  | —  | — | —    | —  | — | —    | — |
| 1967–68   | Buffalo Bisons              | AHL       | 18  | 5  | 8  | 1  | 881   | 55  | 1  | 3.75 | —    | 1  | 0  | 0 | 53   | 5  | 0 | 5.66 | — |
| Total NHL | Total NHL                   | Total NHL | 184 | 57 | 92 | 35 | 11033 | 541 | 14 | 2.94 | .901 | —  | —  | — | —    | —  | — | —    | — |

## Tras el retiro
Tiempo después de retirarse como jugador, pasó a ser reclutador para los Edmonton Oilers, con los que ganó la Stanley Cup en cinco ocasiones (1984–85–87–88–90).